# Katja und die Gespenster
Katja und die Gespenster ist eine 1992 unter der Regie von Jindřich Polák produzierte Miniserie in acht Teilen. Inhalt der Serie ist die Geschichte um das kleine Mädchen Katja, welches ein Geisterhaus im Wiener Prater geschenkt bekommt. Durch ihren Glauben an Geister besitzt sie die Fähigkeit, drei Gespenster, die als Spukfiguren dienten, wieder zum Leben zu erwecken.
1993 erhielt Jindřich Polák für die Serie den Adolf-Grimme-Preis mit Silber.

## Besetzung
| Schauspieler     | Rolle         |
| ---------------- | ------------- |
| Helena Vitovská  | Katja         |
| Jiří Schmitzer   | Vater         |
| Jana Krausová    | Mutter        |
| Lubomír Kostelka | Franz Swoboda |
| Svatopluk Beneš  | Dr. Caligari  |
| Jiřina Bohdalová | Berta         |
| Eva Vejmělková   | Elvira        |